# Croptilon hookerianum
Croptilon hookerianum là một loài thực vật có hoa trong họ Cúc. Loài này được (Torr. & A.Gray) House mô tả khoa học đầu tiên năm 1921.